# Eugnathie
Eugnathie (von altgriechisch εὖ (eu) „gut, recht“ und γνάθος (gnáthos) „Kiefer“) ist die normale Ausbildung und Funktion des Kausystems, bei dem keine Entwicklungsstörung vorliegt.
Ein eugnathes  Gebiss ist ein gut funktionierendes und gut geformtes Kausystem, das keine Entwicklungsstörungen oder andere Anomalien zeigt und die Kaukraft gleichmäßig auf den Kiefer (die Zähne werden senkrecht belastet) verteilt, vorausgesetzt, dass sich auch beide Kiefer in gerader Stellung (Orthognathie) befinden.
Der Übergang von der Eugnathie zur Dysgnathie ist fließend.